# Mistrz Pathelin

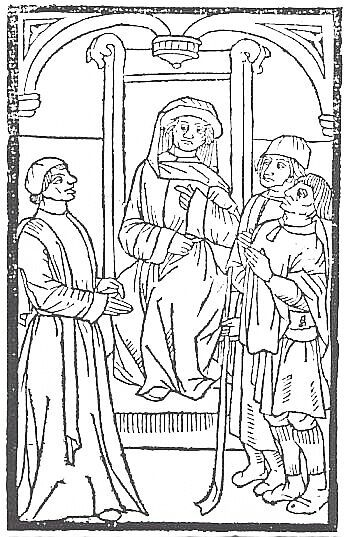

Mistrz Pathelin (oryg. fr.La farce de maître Pathelin, inne tłumaczenia: Farsa mistrza Pathelin, Mistrz Piotr Pathelin) – anonimowa francuska farsa średniowieczna, niekiedy przypisywana Guillaume’owi d’Alecis. Powstała około 1460, pierwsze wydanie pojawiło się w 1464.

## Treść
Pathelin, fałszywy adwokat (występuje w sądzie nie mając ukończonych studiów prawniczych) będący w poważnych kłopotach finansowych, przekonuje kupca tkanin, Guillaume’a Joceaulme, by pożyczył mu kawał płótna. Kiedy kupiec zjawia się po należność pieniężną, adwokat udaje ciężko chorego, majacząc po łacinie, wspiera go jego wierna żona Guillemette. Ostatecznie Joceaulme, przekonany o chorobie prawnika, odchodzi. Po pewnym czasie kupiec oskarża jednego z zatrudnianych przez siebie pastuszków o to, że ukradł mu owcę. Dochodzi do rozprawy sądowej, podczas której adwokatem pastuszka zostaje Pathelin; namawia on swojego klienta, by udawał głupiego i przez cały proces powtarzał tylko „beee”. Dochodzi do uniewinnienia, jednak pasterz nie przestaje grać swojej roli nawet i później, kiedy Pathelin domaga się wypłaty honorarium. Ostatecznie również odchodzi z kwitkiem.
Mistrz Pathelin napisany jest wierszem oktosylabicznym, składa się z 1599 wersów. Farsa została napisana w dialecie regionu paryskiego. Autor pozostawił wiele wskazówek dla aktorów, wyraźnie precyzując sposób ustawienia dekoracji na scenie oraz kostiumy, które miały naśladować codzienne ubrania mieszkańców piętnastowiecznej Francji (przedstawicieli mieszczaństwa). Skromne środki średniowiecznego teatru świeckiego zmuszały przy tym do równoczesnego umieszczania na scenie dekoracji przedstawiających pokój Pathelina, sąd oraz mieszkanie kupca.

## Cechy utworu
Podobnie jak w wypadku wielu mniej znanych średniowiecznych fars, komizm Mistrza Pathelina opiera się na zabiegu teatru w teatrze, podwójnego odgrywania roli przez aktorów: udają oni fikcyjnych bohaterów, którzy również udają (Pathelin – umierającego, pasterz – niemowę). Główny motyw komiczny określany jest natomiast mianem oszukanego oszusta (fr. trompeur trompé) – tytułowy bohater, sprytny kombinator, wpada w finale we własne sidła. Motyw wzajemnego oszukiwania się (jedynie sędzia, reprezentujący surowych i konsekwentnych do absurdu urzędników państwowych, wyłamuje się z tego schematu) jest zresztą głównym tematem dzieła, tworząc uniwersalną refleksję na temat stosunków międzyludzkich, wykraczającą poza prostą satyrę środowiska zamożnego mieszczaństwa (nieprzypadkowo Pathelin nie jest „prawdziwym” adwokatem).

## Recepcja
O ogromnej popularności utworu w średniowieczu świadczy ilość jego drukowanych wznowień, których pojawiło się co najmniej dziewięć w różnych miastach Francji. Jeszcze w XVI wieku pojawiały się utwory otwarcie nawiązujące do Mistrza Pathelin, stanowiące kontynuację wątków podjętych w tekście farsy lub tworzące zupełnie nowe przygody tytułowego bohatera. Motywy literackie świadczące o znajomości utworu pojawiały się również w ówczesnej literaturze niemieckiej. Niektóre zdania z farsy przeszły do języka potocznego (jak kwestia sędziego Powróćmy do naszych baranów), zaś słowa patelin i pateliner stały się słowami pospolitymi. Jeszcze w 1512 studenci paryscy odgrywali publicznie Mistrza Pathelina w przekładzie łacińskim, a w 1706 na podstawie farsy powstała komedia Brueysa i Palaprata. W XX wieku utwór był wielokrotnie prezentowany na scenach teatralnych, także poza Francją.